# Georges Cormier
Pour les articles homonymes, voir Cormier (homonymie).

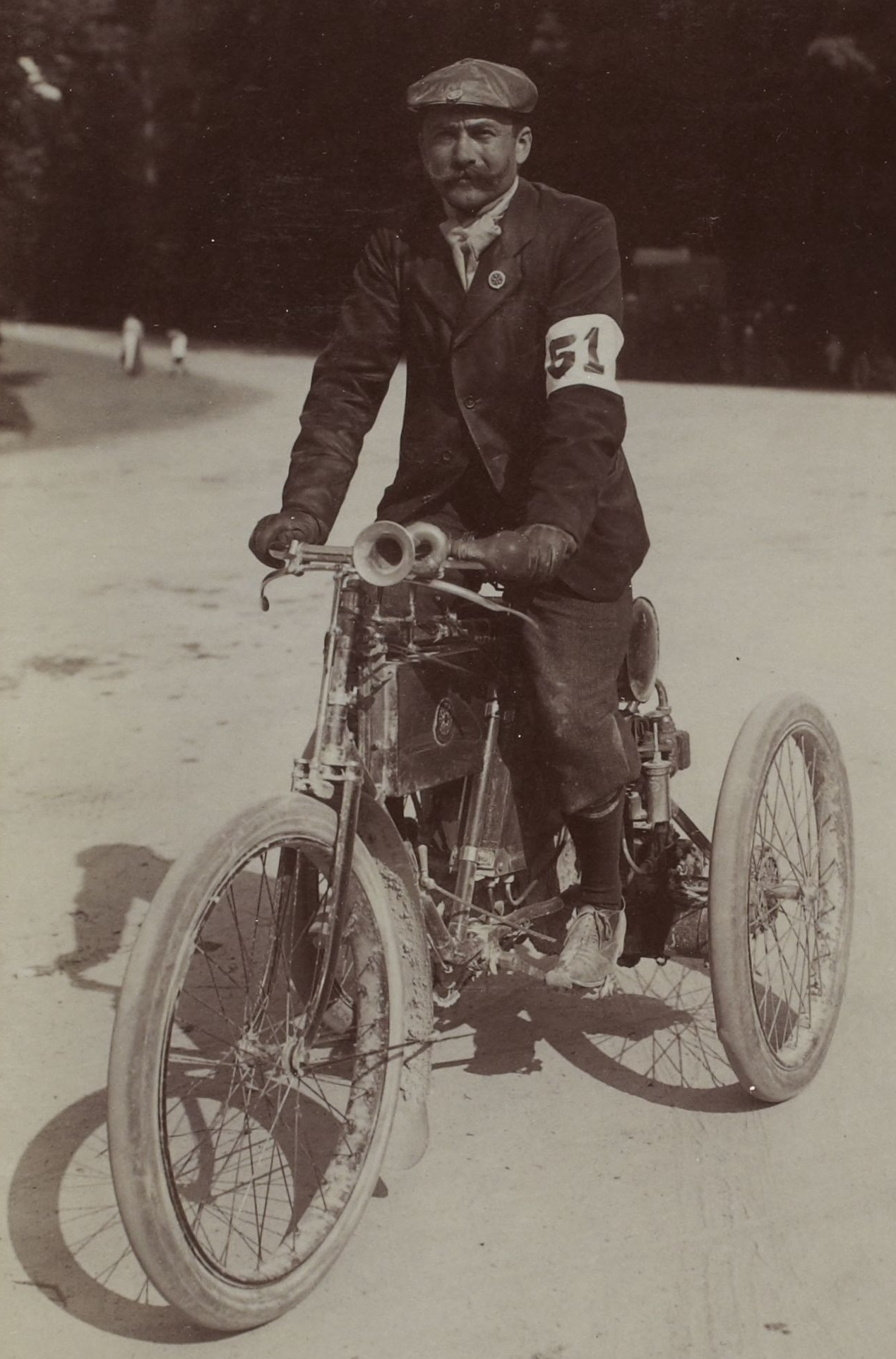
Georges Cormier, vainqueur des motocycles sur tricycle De Dion-Bouton au Rallye Papiers, en 1899.

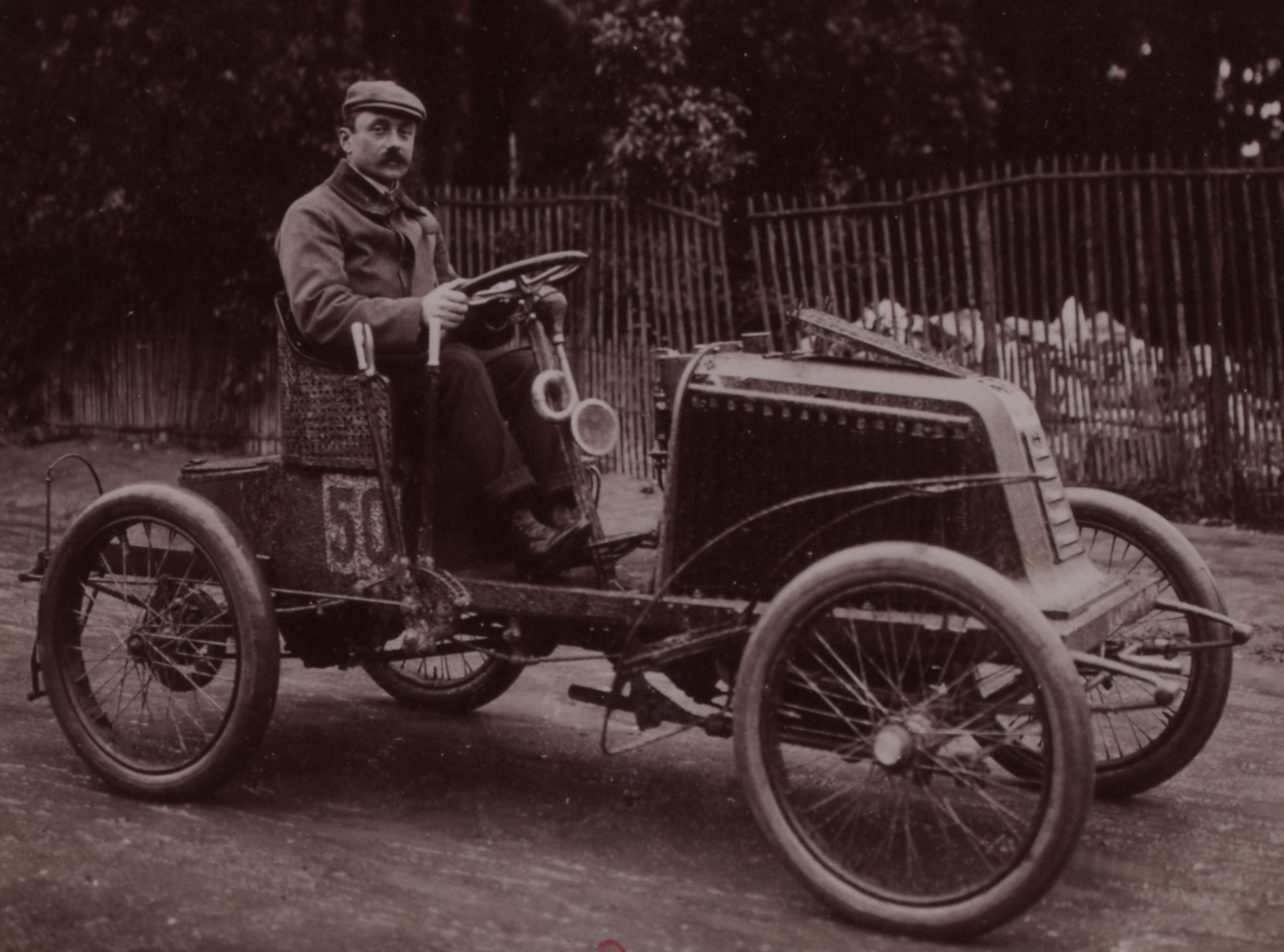
Georges Cormier sur voiturette Renault, en 1902.

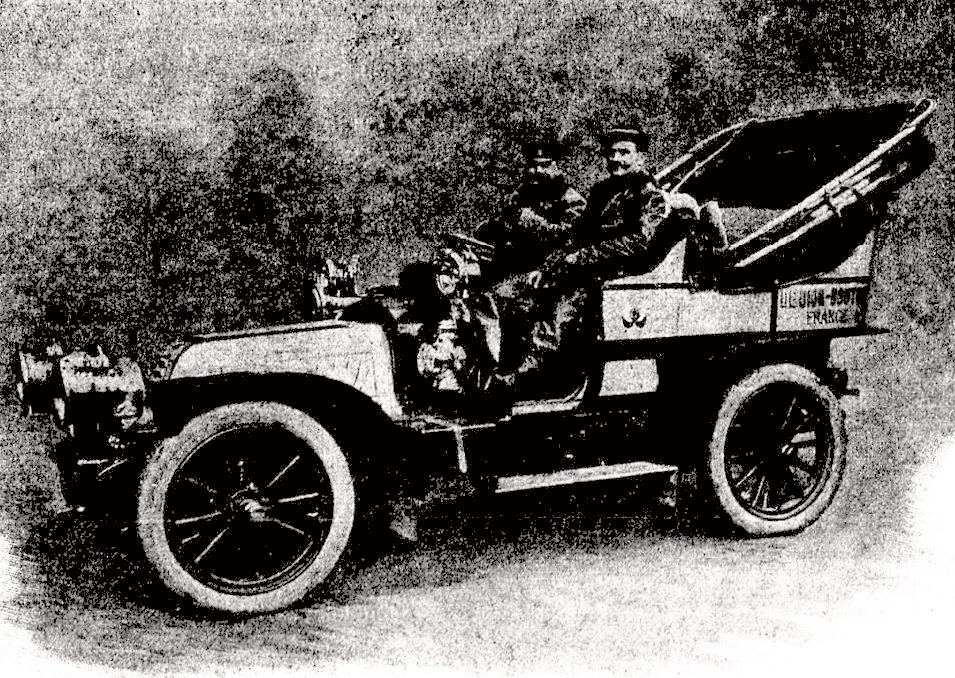
Georges Cormier en décembre 1904, au retour d'un raid France-Italie-Serbie-Russie, sur De Dion-Bouton 15 hp.

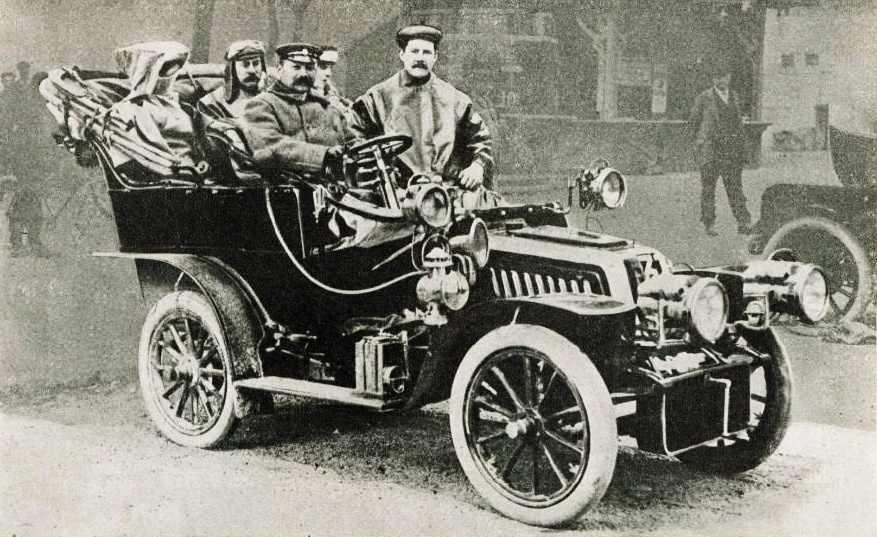
Georges Cormier vainqueur de la Coupe du Loiret tourisme 1905 (2000 kilomètres), sur voiture de Dion.

Georges Cormier (né le 25 mars 1869 à Paris 12e et mort le 14 août 1955 à Pezou) est notamment un ancien pilote de tricycles (De Dion) et d'automobiles français.

## Biographie
Il effectue son service militaire en 1887 dans l'Infanterie. En 1898, il est promu officier de réserve.
En 1898 également, il participe au Comité d'organisation du Salon de l'Automobile de Paris, dans lequel il siègera annuellement jusqu'au début des années 1950.
De 1898 à 1901, il est nommé, à Corbie, sous-directeur des établissements Marot-Gardon Motocycles et Automobiles dont les tricycles sont équipés de moteurs De Dion.
En 1899, il remporte en motocycle sa catégorie au Rallie-Papiers organisé par La Vie au Grand Air en forêt de Fontainebleau, et il parvient à terminer le premier Tour de France automobile sur deux roues motorisées. En 1900, il gagne le Bordeaux-Périgueux-Bordeaux  dans la catégorie Motocycle,.
Il participe au Paris-Berlin sur motocyclette en 1901 (21e, et troisième des cycles), au Paris-Arras-Paris en 1902 (10e, sur voiturette Renault), au Paris-Vienne la même année (36e, même type de véhicule) . En 1904, il abandonne lors du Paris-Madrid (encore sur voiturette Renault).
Il se fait surtout remarquer par sa participation à de grands raids automobiles, en solitaire ou à plusieurs:
En 1901, il fait son premier Tour de France sur De Dion-Bouton 8 hp, pour 3 250 kilomètres.
Début 1902, il effectue près de 7 000 kilomètres pour un Tour de France automobile avec un moteur à alcool. En fin d'année il refait un autre tour, d'Europe centrale, cette fois avec "La Populaire" 6 hp (4 500 kilomètres).
En octobre 1903, il part cette fois pour un circuit européen-africain de 6 250 kilomètres avec la nouvelle de Dion-Bouton 10 hp deux cylindres.
En novembre 1904, il effectue un raid en solitaire France-Italie-Serbie-Russie de 8 000 kilomètres, sur De Dion-Bouton 15 hp. Durant l'été 1905, il remporte la Coupe du Loiret sur de Dion-Bouton 24 hp, une épreuve où priment la régularité, le confort, l'endurance, les freins et la vitesse en côte. Dans la foulée sa voiture obtient une victoire de catégorie lors de la Quinzaine de Tourisme d'Aix-les-Bains.

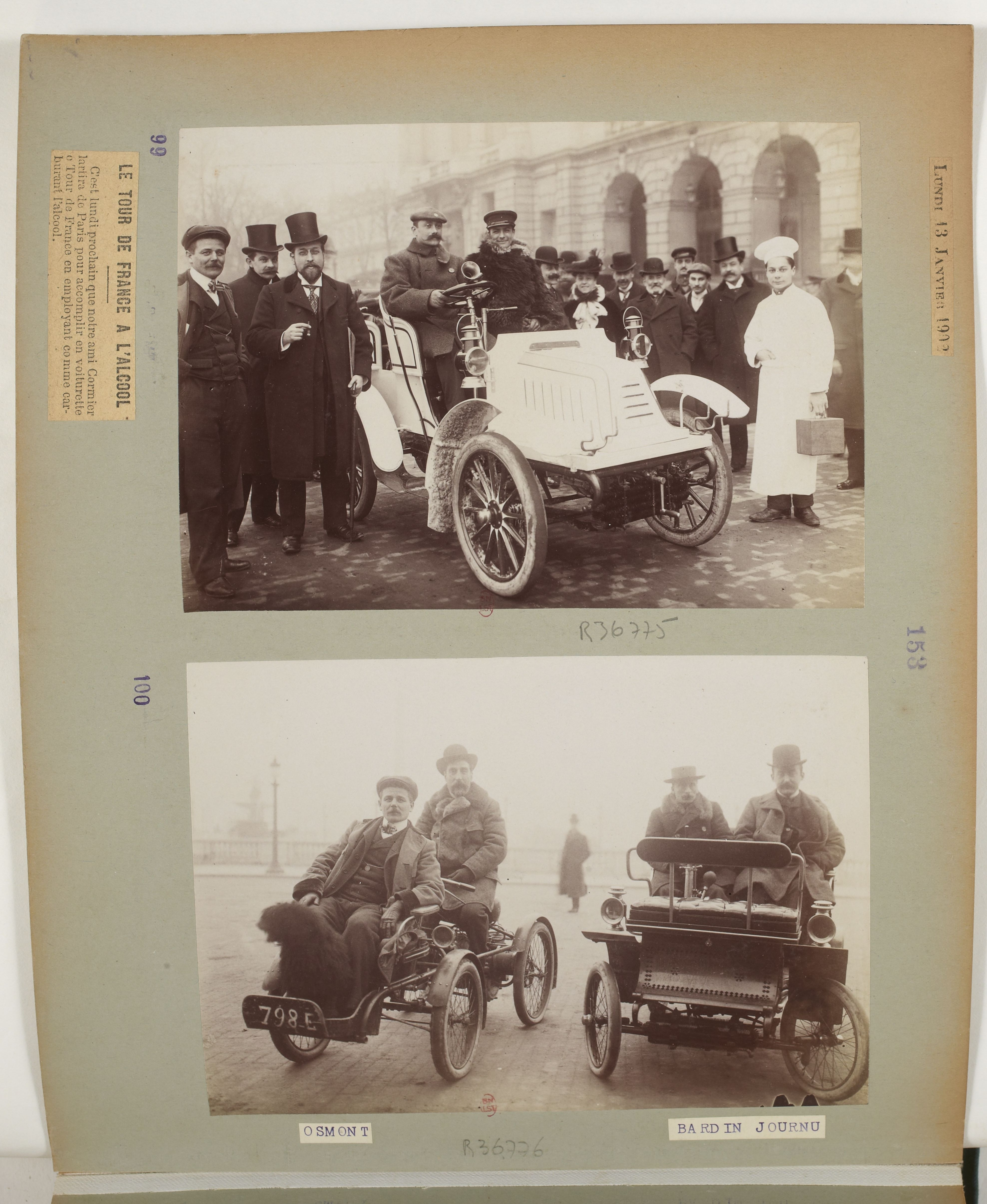
Georges Cormier pour le départ de son premier Tour de France à l'Alcool, le 13 janvier 1902.
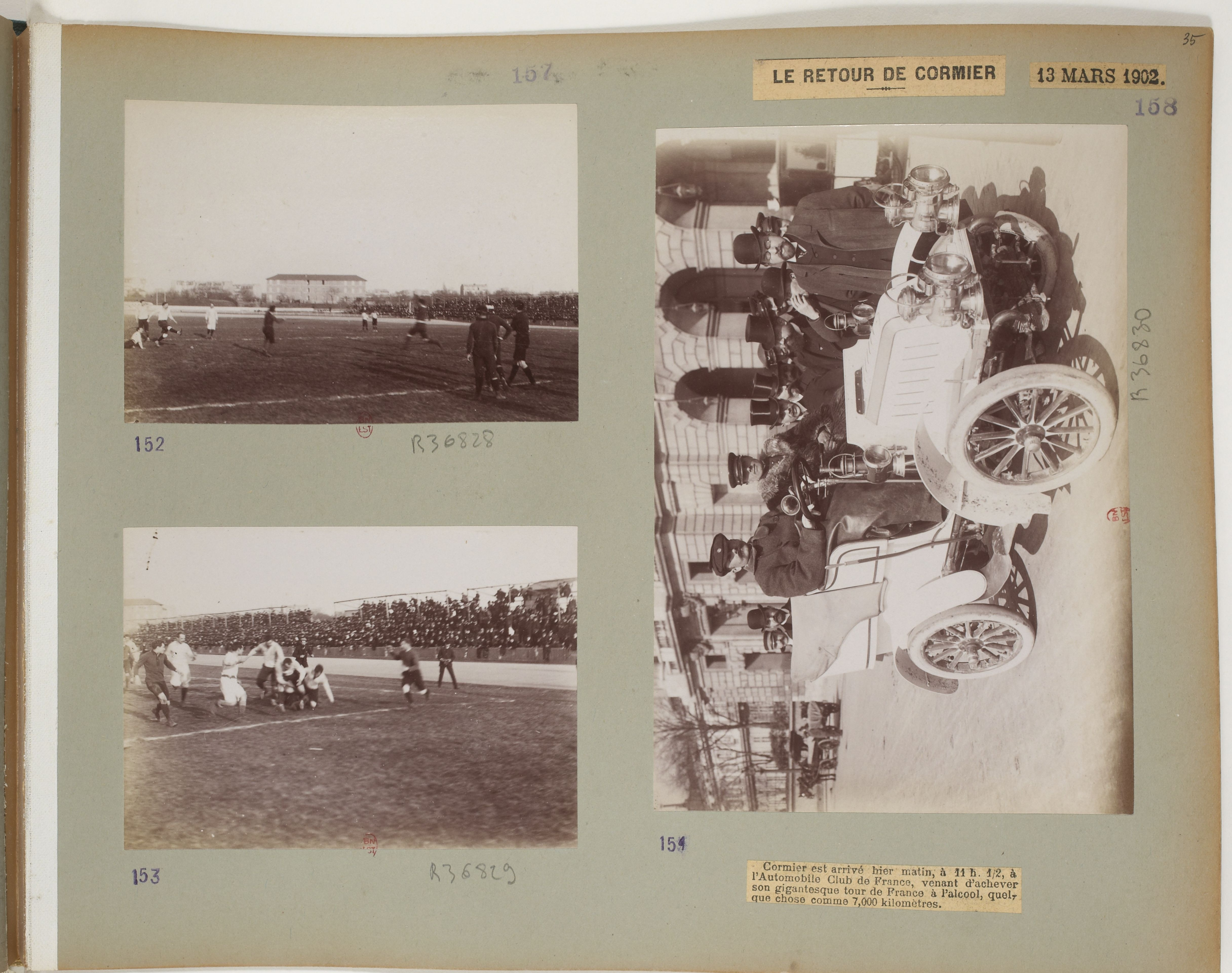
"Le retour de Cormier", le 13 mars 1902, le Tour de France accompli (arrivée au siège de l'A.C.F.).
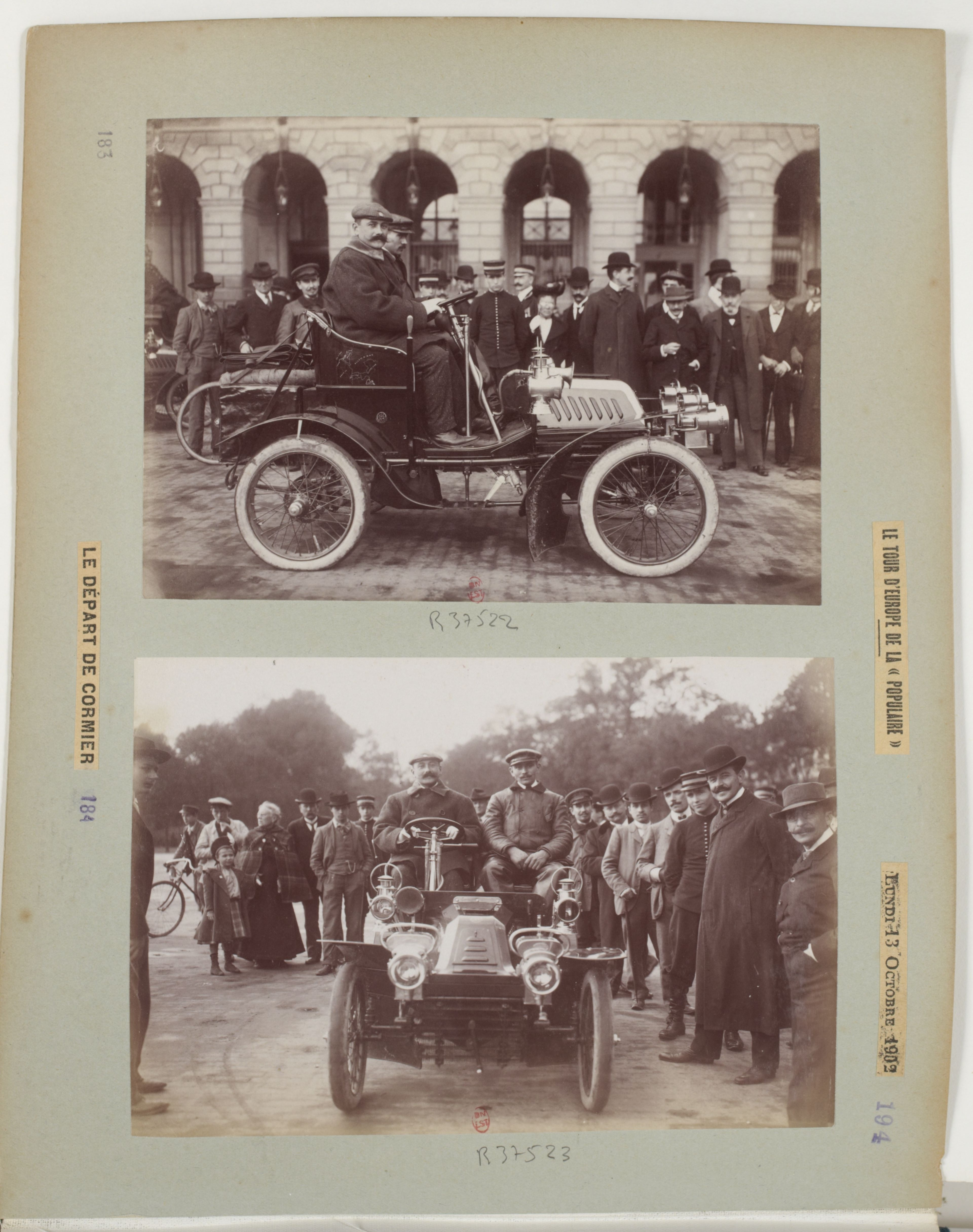
"Le départ de Cormier", pour le Tour de France de "La Populaire" cette fois (13 octobre 1902).
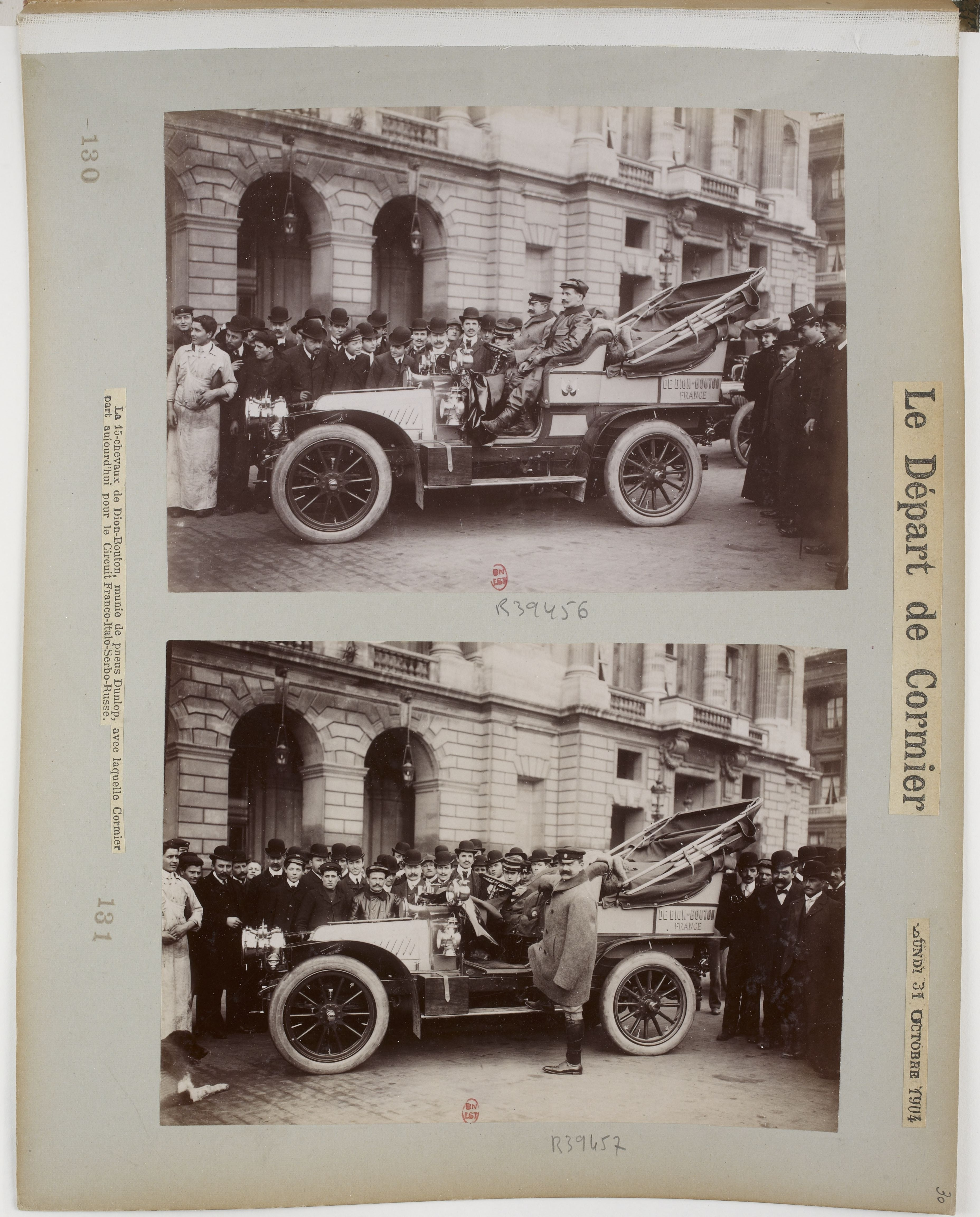
"Le raid de Cormier", départ le 31 octobre 1904 pour un périple européen.

En août 1907, lors du raid Pékin-Paris et de l'avant dernière étape qui doit mener les concurrents de Soissons à Compiègne, Cormier et Victor Collignon (tous deux respectivement 2e et 3e à l'arrivée de ce tronçon) évoluent de concert sur des voitures De Dion-Bouton, et ils font halte commune au café de Couloisy situé sur la Route Nationale 31, afin de faire le plein en bidons de carburant et de se désaltérer. Ils sont accueillis là par le marquis Jules-Albert de Dion et le petit père Bouton au garage Chauviet de Compiègne. Le lendemain une foule en liesse les escorte dans les rues de Paris jusqu'à l'arrivée, devant le journal Le Matin. Cormier est finalement troisième au général, devant Collignon. Un an plus tard, il crée la première agence commerciale automobile en Chine, à Pékin, avant une seconde à Shangaï en 1911.
Durant le premier conflit mondial, il est versé au service automobile du 13e régiment d'artillerie avec le grade de capitaine.
Entre 1901 et 1929, il est concessionnaire parisien pour les marques De Dion-Bouton et Renault, puis il devient expert auprès du tribunal de commerce de la Seine jusqu'en 1941.
Il obtiendra après guerre la fonction de Président d'Honneur de la Chambre Syndicale Nationale du Commerce et de la Réparation de l'Automobile (la C.S.N.C.R.A.), à la fondation de laquelle il a participé en 1902, et qu'il a activement présidée cette fois de 1913 à 1929, avant d'en diriger la Chambre du contentieux de 1932 à 1952. Il fut aussi membre du comité d'organisation du Salon de l'Automobile.
Un lycée d'enseignement professionnel porte son nom, à Coulommiers.

## Décorations
- Officier d'académie en 1907;
- Chevalier de la Légion d'honneur, le 10 juillet 1917 à titre militaire;
- Officier de la Légion d'honneur, le 22 juillet 1952.